# Ésta es mi vida (película de 1952)
 Ésta es mi vida  es una película en blanco y negro de Argentina dirigida por Román Viñoly Barreto sobre el guion de Carlos A. Petit que se estrenó el 17 de julio de 1952 y que tuvo como protagonistas a Miguel de Molina, Diana Maggi, Maruja Montes, Fidel Pintos y Adolfo Stray. Contó con la colaboración de Esteban Palitos en la coreografía.

## Sinopsis
Ante la muerte de su madre, un bailarín se retira del espectáculo que presentaba y pierde todo en el juego.

## Reparto
- Miguel de Molina
- Diana Maggi
- Maruja Montes
- Fidel Pintos
- Adolfo Stray
- Argentinita Vélez
- Salvador Fortuna
- Gloria Ferrandiz
- Susana Vargas
- Liana Noda
- Inés de Tolosa
- Tito Blanco
- Egle Martin
- Chela Ríos
- Tato Bores
- Claudio Martino
- Juan Villarreal
- Rafael Diserio

## Comentarios
El Heraldo del Cinematografista opinó:

”Quizás sea el mejor espectáculo musical filmado hasta ahora en estudios argentinos. Con su personal utilización del arte gitano, Miguel de Molina ha montado una serie de cuadros coreográficos musicales que se distinguen por su riqueza y buen gusto.”

Por su parte, Manrupe y Portela escriben:

”Superproducción de gran despliegue, con una figura de repercusión y aprovechando el éxito de la canción española en Buenos Aires.”